# Mr. Brooks
Mr. Brooks är en amerikansk långfilm från 2007 i regi av Bruce A. Evans, med Kevin Costner, Demi Moore, Dane Cook och William Hurt i rollerna.

## Handling
Earl Brooks (Kevin Costner) är en rik framgångsrik affärsman. Det ingen vet är att Brooks är en seriemördare, känd som "Thumbprint Killer". Brooks har avstått från att mörda i över två år, men hans blodtörst växer sig allt större.

## Rollista
| Kevin Costner         | – Mr. Earl Brooks            |
| Demi Moore            | – Det. Tracy Atwood          |
| Dane Cook             | – "Mr. Smith"/Graves Baffert |
| William Hurt          | – Marshall                   |
| Marg Helgenberger     | – Emma Brooks                |
| Ruben Santiago-Hudson | – Hawkins                    |
| Danielle Panabaker    | – Jane Brooks                |
| Aisha Hinds           | – Nancy Hart                 |
| Lindsay Crouse        | – Captain Lister             |
| Jason Lewis           | – Jesse Vialo                |